# Findling in Racibórz

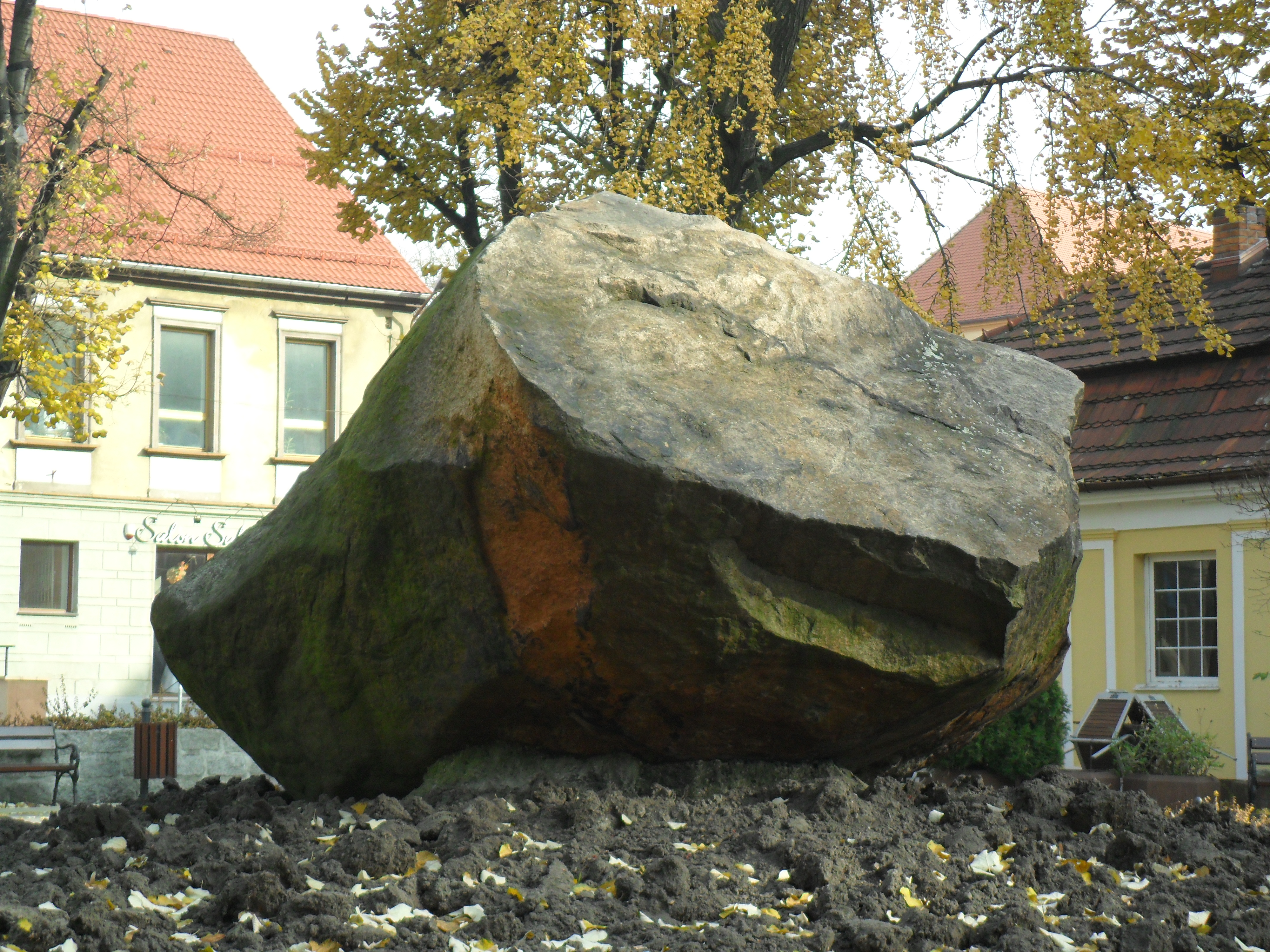
Der Findling

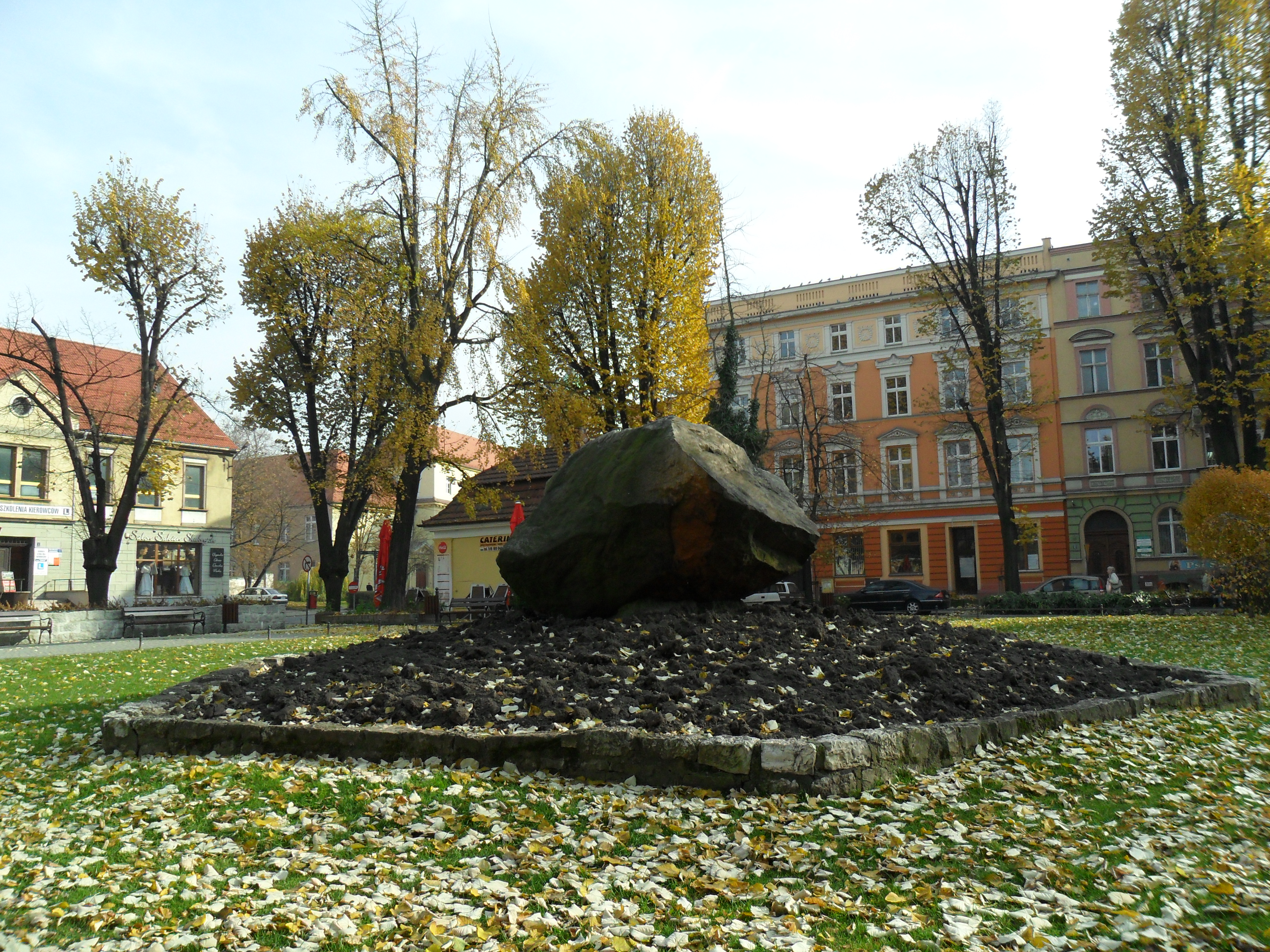
Der Findling

Der Findling in Racibórz (deutsch: Ratibor) ist ein Naturdenkmal auf der Grünanlage des Wolności-Platzes.

## Beschreibung
Der Findling hat eine Länge von 3,25 Metern und eine Breite und Höhe von 2,25 Metern. Der Gesteinsblock hat ein Volumen von 16,5 Kubikmetern und ein Gewicht von 43 Tonnen. Der Findling besteht aus Granitgestein und enthält einen hohen Anteil an Quarz und rötlichem Feldspat.

## Geschichte
Der Findling wurde 1927 in einer Sandgrube bei Woinowitz im Landkreis Ratibor entdeckt, wo er ursprünglich in einer Tiefe von 15 Metern lag. Er stammt aus Skandinavien und wurde wahrscheinlich während der Elster-Kaltzeit mit einem Gletscher in das Ratiborer Land transportiert. Er wurde nach seiner Entdeckung zunächst in der Sandgrube aufgestellt.
1934 wurde der Stein nach Ratibor gebracht, um als Bestandteil eines Denkmals für den Nationalsozialisten Horst Wessel verwendet zu werden. Das Horst-Wessel-Denkmal wurde am 6. Juni 1934 auf dem Polko-Platz aufgestellt, der zum Horst-Wessel-Platz umbenannt wurde. Um den Stein wurde eine kleine kreisförmige Mauer als Einfassung gebaut. An dieser wurden Namen von oberschlesischen NS-Kämpfern angebracht. Das Denkmal ersetzte eine Brunnenanlage, die von Adolf Polko gestiftet wurde. Am 1. Juli 1934 wurde das Denkmal eingeweiht.
Nach dem Zweiten Weltkrieg wurde die Mauer um den Stein beseitigt.